# Isaac Luria
Isaac ben Solomon Luria Ashkenazi (1534 — 25 de julho de 1572) foi um cabalista que revolucionou o misticismo judaico, que através da sua interpretação da Sabedoria da cabalá originou-se à Escola Luriânica, ARI foi conhecido por suas ideias inovadoras na compreensão da criação e vários outros conceitos metafísicos. Ele criou a ideia do tzimtzum à crença de que Deus, de certa forma, encolheu-se (restringiu-se) deixando um vazio onde o mundo foi criado, ARI embora fosse de ascendência asquenaze, preferia a liturgia da tefilá sefardita.

## Vida
Nascido de pais alemães em Jerusalém em 1534; morreu em Safed, 5 de agosto de 1572. Ainda criança, ele perdeu o pai e foi criado por seu rico tio Mordecai Francis, fazendeiro do Cairo, que o colocou sob os melhores professores judeus. ARI mostrou-se um estudante diligente da literatura rabínica; e, sob a orientação de Bezaleel Ashkenazi, embora muito jovem, tornou-se proficiente nesse ramo da aprendizagem judaica. Aos quinze anos, casou-se com sua prima, estando amplamente disponível, conseguiu continuar seus estudos sem ser incomodado. Quando tinha cerca de vinte e dois anos de idade, tornando-se absorvido com o estudo do Zohar, que havia sido impresso pela primeira vez recentemente, ele adotou a vida de um eremita; foi para as margens do Nilo e por sete anos se isolou em uma casa lá, entregando-se inteiramente à meditação, visitando sua família apenas no sábado, falando muito raramente e sempre em hebraico. Tal modo de vida não poderia deixar de produzir seu efeito sobre um homem dotado pela natureza com uma imaginação viva. ARI tornou-se um visionário. Ele acreditava que ele tinha entrevistas freqüentes com o profeta Elias, por quem ele foi iniciado em doutrinas sublimes. E afirmou que, enquanto dormia, sua alma subiu ao céu e conversou com os grandes mestres do passado. Em 1569, Luria foi à Palestina; e depois de uma curta estada em Jerusalém, onde seu novo sistema cabalístico parece ter tido pouco sucesso, ele se estabeleceu em Safed. Lá ele formou um círculo de cabalistas a quem ele transmitiu as doutrinas por meio das quais ele esperava estabelecer em uma nova base o sistema moral do mundo.

## Doutrina
Neste círculo estavam: Moisés Cordovero, Salomão Elqabetz, José Qaro, Moisés Elxic, Eliá de Vidas, José Ḥagiz, Elixa Galadoa e Moisés Bassola. Eles se encontravam toda sexta-feira, e cada um confessava seus pecados. Logo ARI teve duas classes de discípulos:
1. noviços, a quem expôs a cabala elementar;
2. iniciados, que se tornaram os depositários de seus ensinamentos secretos e suas fórmulas de invocação e conjuração.

O mais renomado dos iniciados foi Ḥayyim Vital da Calábria, que, de acordo com seu mestre, possuía uma alma que não havia sido sujada pelo pecado de Adão. Em sua companhia, ARI visitou os sepulcros de Simeão ben Yoḥai e de outros eminentes mestres, cuja situação havia sido revelada a ele por seu constante mentor, o profeta Elias. O círculo cabalístico de ARI gradualmente se ampliou e se tornou uma congregação separada, na qual suas doutrinas místicas eram supremas, influenciando todas as cerimônias religiosas. No sábado, ARI vestia-se de branco e vestia uma roupa quádrupla para significar as quatro letras do Nome Inefável. Seus seguidores olhavam para ele como um santo que tinha o poder de realizar todos os tipos de milagres, enquanto ele próprio fingia ser o Messias ben José, o precursor do Messias ben David.

### Suas declarações
ARI costumava entregar suas palestras improvisadas, com exceção de alguns poemas cabalísticos em aramaico para o culto do sábado, não escrevia nada. O verdadeiro expoente de seu sistema cabalístico foi Ḥayyim Vital. Ele reuniu todas as notas das palestras que os discípulos de ARI haviam feito; e dessas notas foram produzidos numerosos trabalhos, dos quais o mais importante foi o Eẓẓayyim, em seis volumes (ver abaixo). Inicialmente este circulou em cópias manuscritas; e cada um dos discípulos de ARI teve que se comprometer, sob pena de excomunhão, a não permitir que uma cópia fosse feita para um país estrangeiro; de modo que por um tempo todos os manuscritos permaneceram na Palestina. Finalmente, no entanto, um foi trazido para a Europa e foi publicado em Zolkiev em 1772 por Satanow. Neste trabalho são expostos tanto a cabala especulativa, baseada no Zohar, quanto a cabala prática ou milagrosa (קבלה מעשית), da qual Luria foi a originador.

### Sefirot
O traço característico do sistema de ARI na cabala especulativa é sua definição das Sefirot e sua teoria dos agentes intermediários, que ele chama de parẓufim (πρόσωπν = face). Antes da criação do mundo, diz ele, o Ein Sof preenchia o espaço infinito. Quando a Criação foi decidida, para que Seus atributos, que pertencem também a outros seres, se manifestassem em sua perfeição, o Ein Sof retirou-se para Sua própria natureza, ou, para usar o termo cabalístico, concentrou-se (צמצם את עצמו). Desta concentração procedeu a luz infinita (Ohr Ein Sof). Quando por sua vez a luz se concentrou, apareceu no centro um espaço vazio cercado por dez círculos ou vasos dinâmicos (kelim) chamados Sefirot, por meio dos quais as realidades infinitas, embora formando uma unidade absoluta, podem aparecer em sua diversidade; pois o finito não tem existência real de si mesmo. No entanto, a luz infinita não abandonou totalmente o centro; uma fina tubulação (צינור) de luz atravessou os círculos e penetrou no centro.
Mas enquanto os três círculos mais externos (KaHaB= Keter; Hokmá e Biná), sendo de uma substância mais pura por causa de sua proximidade com o Ein Sof, foram capazes de suportar a luz, os seis internos (HGT NHY= Zeir Anpin) não conseguiram fazê-lo e explodiram. Era, portanto, necessário removê-los do foco da luz. Para este propósito as Sefirot foram transformadas em figuras (parẓufim).
A primeira Sefirá (sing. de Sefirot), Keter, foi transformada nas três cabeças potencialmente existentes do Macroprosopon (Erik Enfin ou Arik Anpin= Face Grande); a segunda Sefirá, Ḥokmá, no princípio masculino ativo chamado Pai (Abba); a terceira Sefirá, Biná, no princípio feminino passivo chamado Mãe (Imma); as seis Sefirot quebradas, na criança do sexo masculino (Ze'ir Anpin; Microprosopon= Face Pequena), que é o produto dos princípios passivos masculinos ativos e femininos; a décima Sefirá, Malkut, na criança do sexo feminino (Bat= filha). Este processo foi absolutamente necessário. Se Deus no princípio tivesse criado essas figuras em vez das Sefirot, não haveria mal no mundo e, conseqüentemente, nenhuma recompensa e punição; pois a fonte do mal está nas Sefirot ou vasos quebrados, enquanto a luz do Ein Sof produz somente aquilo que é bom.
Essas cinco figuras são encontradas em cada um dos quatro mundos; ou seja, no mundo da emanação (עולם האצילות); da criação (עולם הבריאה); da formação (עולם היצירה) e da ação (עולם העשיה), que representa o mundo material.
O sistema psicológico de ARI, sobre o qual se baseia sua Cabala prática, está intimamente relacionado com suas doutrinas metafísicas. Das cinco figuras, ele diz, emanaram cinco almas, Nexamá, Ruaḥ, Nefesh, Ḥayyah e Yeḥidah; o primeiro deles é o mais alto e o último é o mais baixo. A alma do homem é o elo de ligação entre o infinito e o finito e, como tal, é de um caráter múltiplo. Todas as almas destinadas à raça humana foram criadas em conjunto com os vários órgãos de Adam. Como existem órgãos superiores e inferiores, também existem almas superiores e inferiores, de acordo com os órgãos com os quais estão respectivamente acoplados. Assim, há almas do cérebro, almas dos olhos, almas da mão, etc. Cada alma humana é uma faísca (niẓoẓ) de Adam. O primeiro pecado do primeiro homem causou confusão entre as várias classes de almas: o superior se misturou com o inferior; bem com o mal; de modo que mesmo á alma mais pura recebeu uma mistura do mal, ou, como ARI á chama, elemento das conchas ou cascas (ḳelipot). Das classes mais baixas de almas procedeu o mundo pagão, enquanto do mais alto emanou o mundo israelita. Mas, em conseqüência da confusão, os primeiros não são totalmente privados do bem original, e os últimos não estão totalmente livres do pecado. Este estado de confusão, que dá um impulso contínuo para o mal, cessará com a chegada do Messias, que estabelecerá o sistema moral do mundo sobre uma nova base. Até aquele momento, a alma do homem, por causa de suas deficiências, não pode retornar à sua origem e tem que vagar não apenas pelos corpos dos homens e dos animais, mas até mesmo por coisas inanimadas, como madeira, rios e pedras.

### Retorno da alma
A essa doutrina da metempsicose, ARI acrescentou a teoria da impregnação (ibbur) das almas; isto é, se uma alma purificada negligenciou alguns deveres religiosos na terra, deve retornar à vida terrestre e, ligando-se à alma de um homem vivo, unir-se a ela para compensar tal negligência. Além disso, à alma de um homem libertado do pecado aparece de novo na terra para sustentar uma alma fraca que se sente desequilibrada com sua tarefa. No entanto, essa união, que pode se estender a três almas de uma só vez, só pode ocorrer entre almas de caráter homogêneo; isto é, entre aqueles que são faíscas do mesmo órgão adamita. A dispersão de Israel tem por finalidade a salvação das almas dos homens; e as almas purificadas dos israelitas se unem às almas dos homens de outras raças, a fim de libertá-las das influências demoníacas. Segundo ARI, o homem traz na testa uma marca pela qual se pode aprender a natureza de sua alma: a que grau e classe pertence; a relação existente entre ele e o mundo superior; as andanças já realizadas; os meios pelos quais ela pode contribuir para o estabelecimento do novo sistema moral do mundo; como pode ser libertado das influências demoníacas; e a qual alma deve estar unida para se purificar. Essa união pode ser efetuada por fórmulas de conjuração.

### Influência no ritual
ARI introduziu seu sistema místico em observâncias religiosas. Todo mandamento tinha para ele um significado místico. O sábado, com todas as suas cerimônias, era encarado como a corporificação da Divindade na vida temporal; e todas as cerimônias realizadas naquele dia foram consideradas como tendo influência sobre o mundo superior. Cada palavra, cada sílaba, das orações prescritas contêm nomes ocultos de Deus sobre os quais se deve meditar devotamente enquanto recita. Novas cerimônias místicas foram ordenadas e codificadas sob o nome de Shulḥan 'Aruk shel Ari. Essa tendência de substituir um judaísmo místico pelo judaísmo rabínico, contra o qual ARI foi advertido por seu mestre da Cabala, David ibn Abi Zimra, tornou-se ainda mais forte após a morte de ARI. Seus discípulos, que lhe aplicaram os epítetos Santo e Divino, afundaram ainda mais no misticismo e abriram caminho para o pseudo-Messias Shabbethai Ẓevi.

## Obras e atribuições
A seguir, os trabalhos atribuídos a Luria por seus discípulos, dados na ordem de sua publicação:
- 1595. Marpe Nefesh, sobre a purificação da alma. Venice.
- 1600. Tiḳḳune ha-Teshubah, em penitência. Publicado por Elijah Moses de Vidas. Venice.
- 1615. Seder we-Tiḳḳun Ḳeriat Shema, explicações místicas do Shema'. Praga.
- 1620. Sefer ha-Kawwanot, explicações místicas das orações. Veneza. (Com correcções de Pethahiah ben Joseph, Hanau, 1624; Amesterdão, 1710; Jessnitz, 1723; abreviada, sob o título Zot Ḥuḳḳat ha-Torah, de Abraham Ḥazzeḳuni, Veneza, 1659.)
- 1624. Tiḳḳune Shabbat, poemas místicos, para o Shabbat, e explicações das cerimônias do sábado. Venice.
- 1652. Sefer Mayan ha-Ḥokmah, sobre a Criação e sobre a união entre as esferas superior e inferior, publicado pela primeira vez por Abraham Ḳalmanḳes. Amesterdão
- 1663. Derek Emet, anotações sobre o Zohar e o Sefer ha-Tiḳḳunim. Em três partes, Veneza, 1663. 1663. Nota sobre o Zohar he-Ḥadash, com texto. Veneza.
- 1680. Shulḥan Aruk, explicações místicas de muitas cerimônias religiosas. Mubḥar she be-Abot, comentário cabalístico sobre Pirḳe Avot.
- 1710. Reamim u-Reashim, prognósticos. Constantinopla
- 1715. Notas sobre o Zohar, com texto. Amesterdão
- 1719. Perush Sefer Yeẓirah, comentário sobre o Sefer Yeẓirah. Amsterdão.
- 1728. Tiḳḳun Ashmurot, orações da meia-noite denominado ḥaẓot. Amsterdão.
- 1737. Golel Or, sobre metempsicose. Publicado por Meïr ben Ḥalifah Bikayim. Smyrna.
- 1766. Ḥadrat Melek, comentário sobre o Zohar. Publicado por Shalom ben Moses Buzaglio. Amsterdão.
- 1781. Seder ha-Tefillah, um livro de oração. Publicado por Aryeh ben Abraham. Zolkiev.
- 1785. Liḳḳuṭe Shas, dissertações cabalísticas sobre vários tratados do Talmude. Korzec.
- 1785. Zohar ha-Raḳia, commentaries on the Zohar, with the text. Korzec.
- 1785. Ḳol be-Ramah, sobre Idra Rabba, com adições por Jacob ben Ḥayyim Ẓemaḥ. Korzee.
- 1788. Kelalot Tiḳḳunim we-Aliyyot ha-Olamot, sobre ascensão da alma. Lemberg.
- 1839. Maor we-Shemesh, coletânea cabalística. Publicado por  Judah ben Abraham Raphael Koriat. Leghorn.

Ḥayyim Vital, como dito acima, produzido a partir das notas das palestras de Luria uma obra intitulada Eẓẓyyim (Korzec, 1784), em seis volumes:
1. Oẓerot Ḥayyim, contendo vinte e um ensaios cabalísticos;
2. Sefer Derushim, explicações cabalísticas da Bíblia;
3. Sefer Kawwanot, explicações místicas das orações;
4. Ṭaame ha-Miẓwot, sobre preceitos;
5. Sefer ha-Gilgulim, sobre metempsicose;
6. Sefer Liḳḳuṭim, miscelânea.

De acordo com Azulai, ARI escreveu na primeira parte de sua vida novellæ em Zebaḥim e Beẓah. Uma consulta Álakica dirigida por Luria a José Qaro é inserida em Abḳat Rokel (§ 136).